# Africallagma rubristigma
Africallagma rubristigma là loài chuồn chuồn trong họ Coenagrionidae. Loài này được Schmidt mô tả khoa học đầu tiên năm 1951.